# Аркадия (роман Лопе де Веги)
«Аркадия» (исп. La Arcadia) — пасторальный роман испанского писателя Лопе де Веги, опубликованный в 1598 году. Представляет собой прозаическое повествование со множеством поэтических вставок. Действие происходит в идиллической стране пастбищ и лугов, но, описывая любовные похождения пастухов, автор на самом деле имеет в виду Антонио Альвареса де Толедо, герцога Альбу, секретарём у которого он служил в 1591—1593 годах.
Роман снискал огромную популярность у испанских читателей. Уже через год после первой публикации понадобилось выпускать новый тираж. Затем книга допечатывалась в 1601 году, в 1602 (трижды), в 1605 (дважды).